# 海とあなたの物語
「海とあなたの物語」（うみとあなたのものがたり）は、未来玲可の1枚目のシングル。1998年11月4日発売。発売元はフライトマスター（ポニーキャニオン）。

## 解説
未来玲可のデビューシングル。フジテレビ系ドラマ『じんべえ』主題歌に起用されたこともあり、オリコンシングルチャートで初登場7位にランクイン。累計30万枚以上を売り上げるヒットとなった。しかし、未来がわずか4ヶ月程度の活動期間で引退したため、デビュー作である本作が唯一のシングルとなっている。
globeや華原朋美など、高音を多く用いていた当時の小室哲哉の曲としては、高音をあまり用いていない楽曲である。
表題曲・カップリング曲共に、こちらも1枚目にして最後のアルバムとなる『海とあなたの物語たち』に収録された。
本作は8センチCDでの発売であるが、ケースはマキシシングル（12センチCD）用のものが使われている。

## 収録曲
1. 海とあなたの物語 [4:29]
（作詞：小室哲哉・MARC、作曲・編曲：小室哲哉）
ミュージックビデオが制作されているが、ソフト化されていない。
2. 夢をつかまえた人 [5:17]
（作詞・作曲・編曲：久保こーじ）
3. 海とあなたの物語 - Original Karaoke [4:30]

## クレジット
- Produced : 小室哲哉, 久保こーじ
- Mixed : 伊東俊郎 (#1), 久保こーじ (#2)

## 収録アルバム
海とあなたの物語
- オリジナル『海とあなたの物語たち』（1999年）
- コンピレーション『ARIGATO 30 MILLION COPIES -BEST OF TK WORKS-』（2000年）
- コンピレーション『TETSUYA KOMURO ARCHIVES "T"』（2018年）

夢をつかまえた人
- オリジナル『海とあなたの物語たち』（1999年）- 「Album MIX」として収録